# LEGO Marvel Super Heroes
LEGO Marvel Super Heroes è un videogioco d'azione del 2013 sviluppato dalla Traveller's Tales e pubblicato dalla Warner Bros. Interactive Entertainment. Il gioco è stato distribuito con il titolo LEGO Marvel Super Heroes: Universo in Pericolo (in inglese LEGO Marvel Super Heroes: Universe in Peril) per le console portatili Nintendo DS, Nintendo 3DS, PlayStation Vita, iOS e Android.

## Trama
Mentre sfreccia in cielo nei pressi di New York, Silver Surfer è attaccato dalla navetta del Dottor Destino, che distrugge la sua tavola in diversi frammenti che finiscono sulla Terra. Mentre Destino tiene prigioniero Silver Surfer, altri suoi alleati vengono mandati a recuperare i frammenti, con i quali Destino potrà creare il suo micidiale "Cannone del Destino" con cui respingere Galactus e diventare il nuovo dominatore dell'Universo. Quando Abominio e l'Uomo Sabbia attaccano la Grand Central Station, il direttore dello S.H.I.E.L.D. Nick Fury invia gli Avengers Tony Stark / Iron Man e Bruce Banner / Hulk a intervenire. Con l'aiuto di Peter Parker / Spider-Man, i due sconfiggono i criminali e recuperano il frammento. Un altro frammento si trova nel Baxter Building, pertanto Steve Rogers / Captain America e Reed Richards / Mr. Fantastic si dirigono a recuperarlo prima che venga rubato dal Dottor Octopus; la battaglia si sposta al Daily Bugle e anche Spider-Man si unisce allo scontro ma il frammento viene sottratto da Green Goblin. Su ordine di Fury, Parker accompagna gli agenti S.H.I.E.L.D. Clint Barton / Occhio di Falco e Natasha Romanoff / Vedova Nera alla Oscorp dove non riescono a catturare Goblin ma rimangono impegnati in uno scontro con il simbiote Venom.
Nel frattempo Magneto, attacca il Raft, la prigione per Super Criminali, e nonostante Iron Man, Hulk e Logan / Wolverine tentano di intervenire, Teschio Rosso, Rhino, Carnage, Il Capo, Sabertooth, Abominio e Whipleash, riescono a evadere. Tony deve recuperare una nuova armatura dopo che Magneto ha distrutto la sua, e si dirige alla Stark Tower con il capitano Rogers; i due vengono però attaccati dalla nemesi di Stark, il Mandarino, insieme a Aldrich Killian e ai soldati Extremis, mentre Loki fugge con un reattore Arc delle Stark Industries. Tracciando la posizione del reattore Arc, Romanoff e Barton si infiltrano, insieme a Johnny Storm / Torcia Umana, in una base HYDRA sotto l'Empire State Building dove, con l'aiuto di Captain America e Wolverine sconfiggono Teschio Rosso e Arnim Zola. Loki, nel trambusto fugge ad Asgard usando un portale costruito dall'HYDRA col reattore Arc rubato, che rimane distrutto; pertanto Steve, Logan e Johnny lo seguono, accompagnati da Thor. Ad Asgard, Loki ha sguinzagliato i Giganti di Ghiaccio e ha rubato il Tesseract per aumentare i suoi poteri; all'arrivo degli eroi, Loki sguinzaglia il Distruttore.
Respinta la minaccia gli eroi non riescono a impedire la fuga di Loki ma Logan ha recuperato il Tesseract e decide di portarlo al Maniero Xavier sperando che il Professor X sappia analizzarlo. La magione viene attaccata dalla Confraternita dei Mutanti quindi gli X-Men Ciclope, Tempesta, Jean Grey, Bestia e Uomo Ghiaccio si trovano costretti ad affrontare Toad, Pyro e Fenomeno mentre Magneto e Mystica fuggono con il Tesseract. Fury e i Fantastici 4 nel frattempo si recano a Latveria nel Castello di Destino dove sconfiggono Goblin e liberano Silver Surfer ma Loki e Destino fuggono con i frammenti della tavola. Intenti a scoprire le intenzioni di Destino, Iron Man, Spider-Man e Thor affrontano MODOK in un sottomarino e vengono poi salvati da Jean; Wolverine, Hulk e Mr. Fantastic affrontano invece Mastermind e Magneto, che distrugge la Statua della Libertà. Captain America con Tempesta e la Cosa inseguono Magneto nell'Asteroide M dove sconfiggono Rhino, i Raptor della terra selvaggia e Mystica.
Magneto intanto fa levitare l'Asteroide M nello spazio e viene raggiunto da Loki e Destino che iniziano a costruire il "Cannone del Destino". Stark, Parker e Thor riescono a sconfiggere Magneto, dopodiché Peter va ad aiutare Cap, Reed e Tempesta a neutralizare Destino. Loki rivela di aver usato il Dottore per tutto questo tempo: il suo scopo era usare il cannone e il potere del Tesseract per richiamare Galactus e fargli distruggere Asgard e la Terra. Gli eroi fuggono e si ritrovano sull'Helicarrier dello S.H.I.E.L.D. mentre Galactus si dirige a New York. Gli Avengers e gli X-Men si alleano allora con gli altri super criminali e insieme sconfiggono Galactus che viene scacciato lontano dalla Terra. Rimasto senza più un pianeta da divorare, Galactus decide che si mangerà Loki e questa volta, vedendo come Galactus sappia cose di cui lui crede di esserne l'unico a conoscenza, Loki ci casca: terrorizzato, cerca di scatenare la propria furia, ma Thor lo ferma senza difficoltà, per poi scacciarlo assieme agli Avengers, gli X-Men e agli altri super criminali. Così Loki fugge, e di lui non si saprà mai più nulla. Silver Surfer invece riprende il suo viaggio per tenere Galactus lontano dalla Terra, dopo che la sua tavola è stata riparata. Nella scena dopo i titoli di coda Nick Fury si scusa con i Guardiani della Galassia per averli contattati per niente, dato che ormai Galactus è stato sconfitto; mentre Star-Lord spiega che una nuova minaccia che sta per arrivare, Fury incontra Black Panther, che lo ringrazia per aver mandato gli eroi a salvare la Terra.

## Modalità di gioco
Il gameplay è simile ai precedenti giochi Lego, e soprattutto al precedente LEGO Batman 2: DC Super Heroes che utilizza l'open world; infatti si può esplorare la versione Marvel di New York City entrando in alcuni edifici. Ogni edificio ha una propria storyline e quando vi si entra quest'ultima viene narrata da Deadpool. I giocatori possono controllare più di 150 personaggi dell'universo Marvel, ognuno con le proprie abilità specifiche.

### Personaggi
| - Abominio - Agente Coulson - Aldrich Killian - Ant-Man - Arcangelo - Arnim Zola - Avvoltoio - Bestia - Blade - Blob - Bullseye - Capitan America - Capitan Bretagna - Capitan Marvel - Capo - Carnage - Ciclope - Colosso - Cosa - Devil - Deadpool - Distruttore - Donna invisibile - Dottor Destino - Dottor Octopus - Dottor Strange - Dormammu - Drax - Electro - Elektra | - Emma Frost - Fenice - Jean Grey - Fenomeno - Freccia Nera - Gambit - Gamora - Gatta Nera - Ghost Rider - Green Goblin - Groot - Gwen Stacy - Havok - Heimdall - H.E.R.B.I.E. - Howard il papero - Hulk - Bruce Banner - Hulk Rosso - Generale Ross - Iron Man - Tony Stark - J. Jonah Jameson - Kingpin - Kraven - Kurse - Laufey (mitologia) - Lizard - Curt Connors - Loki - Magneto - Malekith il Maledetto | - Mandarino - Maria Hill - Mary Jane Watson - Mastermind - Mini-Galactus - Mini-Sentinella - Mister Fantastic - MODOK - Moon Knight - Mysterio - Mystica - Nick Fury Jr. - Nightmare - Nova - Occhio di Falco - Pantera Nera - Polaris - Power Man - Professor X - Psylocke - Punitore - Pugno d'acciaio - Pyro - Rescue - Pepper Potts - Rhino - Rocket Raccoon - Ronan l'accusatore - Sabretooth - Scarabeo - She-Hulk - Shocker - Silver Samurai - Silver Surfer | - Spider-Man - Peter Parker - Superior Spider-Man - Spider-Woman - Squirrel Girl - Stan Lee - Star-Lord - Statua della Libertà - Super-Skrull - Taskmaster - Tempesta - Teschio Rosso - Thor - Toad - Torcia Umana - Union Jack - Uomo Assorbente - Uomo Ghiaccio - Uomo Sabbia - Vedova Nera - Venom - Viper - War Machine - Iron Patriot - Wasp - Whiplash - Wizard - Wolverine - Zia May |

| Personaggi giocabili solo su altre console              | Personaggi giocabili solo su altre console   | Personaggi giocabili solo su altre console |
| ------------------------------------------------------- | -------------------------------------------- | ------------------------------------------ |
| - Demogoblin - Howard Stark - Joe Fixit - Nick Fury Sr. | - Norman Osborn - Ragno Rosso - Steve Rogers |                                            |

| Personaggi giocabili solo su DLC                                                | Personaggi giocabili solo su DLC                                                       | Personaggi giocabili solo su DLC |
| ------------------------------------------------------------------------------- | -------------------------------------------------------------------------------------- | -------------------------------- |
| - Beta Ray Bill - Bomba-A - Rick Jones - Falcon - Fandral - Hogun - Jane Foster | - Lady Sif - Odino - Soldato d'Inverno - Spider Man (Costume nero) - Thanos - Volstagg |                                  |

Altri personaggi giocabili
- Un Accolito di Magneto
- Agenti rispettivamente da A.I.M., HYDRA e S.H.I.E.L.D.
- Un lavoratore della Damage Control
- Due modelli di Destinobot (normale, Serie-V)
- Un soldato infettato dall'Extremis
- Un gigante di ghiaccio
- Una guardia della Roxxon
- Uno scagnozzo di Kingpin
- Uno scagnozzo di sabbia
- Due scienziati infettati dal simbionte (normale, con tuta Hazmat)

Altri personaggi
- J.A.R.V.I.S.

## Accoglienza
Il gioco ha avuto un'ottima accoglienza, ricevendo 83 su 100 su PS4 e 80 su 100 su Xbox 360 (su Metacritic).